# Kamomioya-jinja
Santuario Shimogamo (下鴨神社, Shimogamo-jinja) é o nome comum para um importante santuário xintoísta que se encontra no distrito de Ximogamo, dentro do Sakyo-ku de Quioto. Não obstante, seu nome formal é Kamo-mioya-jinja (賀茂御祖神社). Este é um dos mais antigos santuários xintoístas do Japão e constitui ao mesmo tempo um dos dezessete monumentos históricos da antiga Quioto designados como tal pela Unesco por constituir um Patrimônio da Humanidade.